# Parfondrupt
Parfondrupt ist eine französische Gemeinde mit 42 Einwohnern (Stand: 1. Januar 2022) im Département Meuse in der Region Grand Est (bis 2015: Lothringen). Sie gehört zum Arrondissement Verdun, zum Kanton Étain und zum Gemeindeverband Pays d’Étain.

## Geografie
Die Orne bildet auf einem kurzen Abschnitt die nördliche Gemeindegrenze. Umgeben wird Parfondrupt von den Nachbargemeinden Saint-Jean-lès-Buzy im Nordosten und Osten, Villers-sous-Pareid im Süden, Pareid im Südwesten, Hennemont im Westen sowie Buzy-Darmont im Nordwesten.

## Bevölkerungsentwicklung
| Jahr                       | 1962 | 1968 | 1975 | 1982 | 1990 | 1999 | 2006 | 2013 | 2019 |
| Einwohner                  | 82   | 87   | 72   | 65   | 48   | 52   | 51   | 51   | 43   |
| Quellen: Cassini und INSEE |      |      |      |      |      |      |      |      |      |

## Sehenswürdigkeiten
- Gœuriot-Gewölbe, 1886 aus weißem Stein im neugotischen Stil erbaut
- Kirche Saint-Martin, erbaut im 17. Jahrhundert, im Ersten Weltkrieg zerstört und in den 1920er Jahren wieder aufgebaut

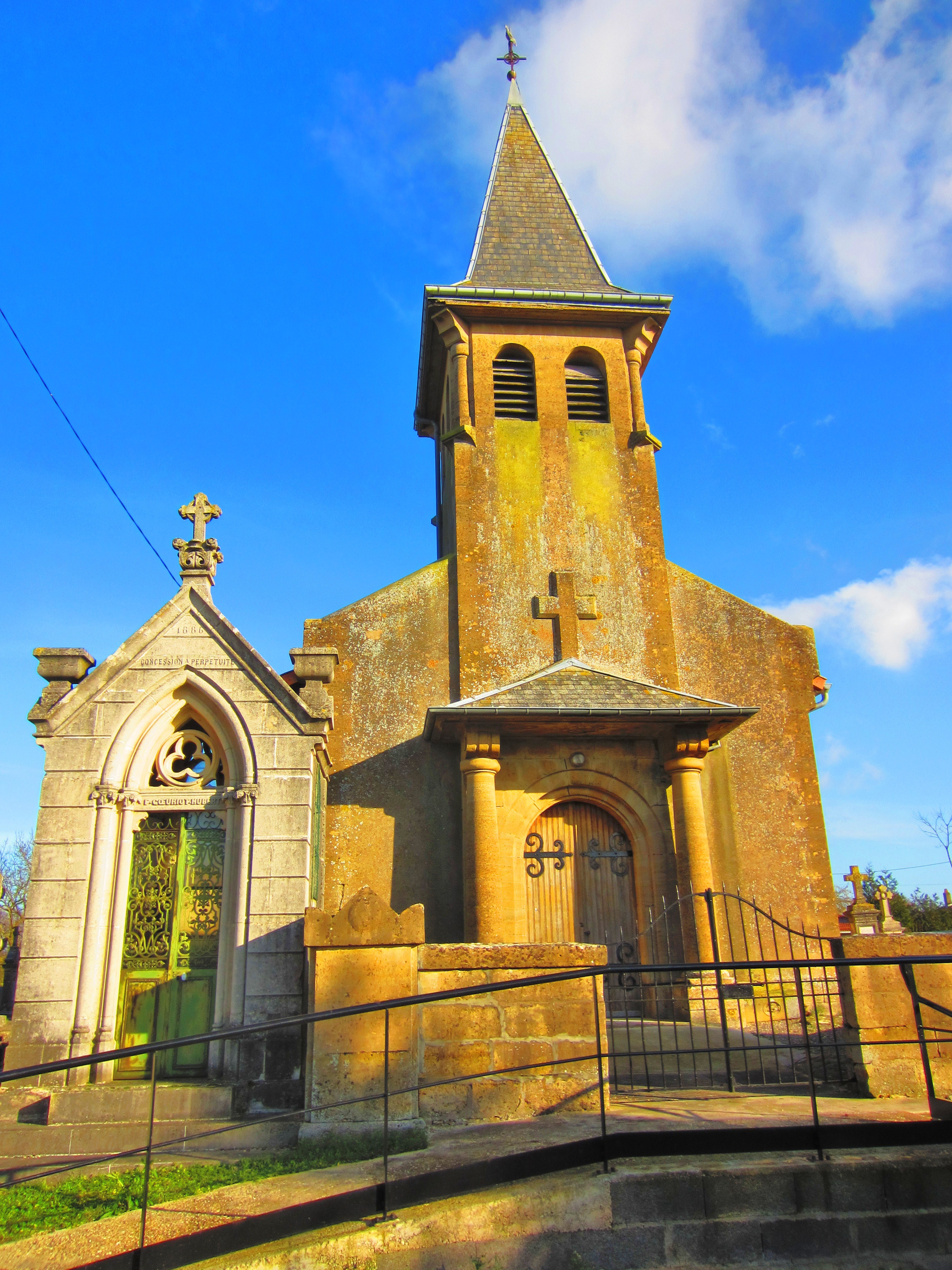
Kirche Saint-Martin